# 諸夏主義
諸夏主義（しょかしゅぎ　繁体字:諸夏主義 簡体字:诸夏主义 ）は、中国民主化運動の中の考え方の一つであり、劉仲敬によって提唱された。中国を歴史的な一つの帝国ととらえ中国全体を民主化するのではなく、中国からの各民族の独立により民主化を達成しようとする思想である。

## 概要
劉仲敬によって提唱された考え方であり、諸夏時代のように中国を分割した状態にすることで中華帝国の支配から逃れるために諸夏主義の考え方を提唱している。自発秩序学では、封建時代に存在していた。小さく分散した高度な自治と地域密着、古来の習慣法の重要性を訴え、大一統かつ中央集権主義的な政府を否定している。中国の場合、中華思想に基づく大一統政権がなければラテン文字を使用して各言語をつくったヨーロッパのように漢字を使用した各民族の国語が生まれる。
台湾語を例にとると台湾語と英語の辞典は中英辞典よりもはるかに早い19世紀末に宣教師によって編纂され、五四運動の頃にはすでに数十冊の台湾英和辞典が存在していた。 中国国民党は、台湾の聖書を弾圧するために、中国語・台湾語版を編纂すると言っていたが、結局何も編纂しなかった。中国は偽物の国であり、漢民族は偽物の概念であるとしている。台湾語、閩語、粵語、吳越語などを宣教師が別々に聖書を翻訳したことも自発秩序学にもとづけば 中国語の方言でないことの理由としている。
ドイツに拠点を置くBerliner Berichtの考察によれば、想像の共同体の考え方と照らし合わせ「漢字の共同体」によって中華民族は造られたとしている。その漢字共同体によるものが漢民族であり、壯族、苗族、瑤族などは漢字共同体には含まれなかったので中国の少数民族となったとしている。独自の言語と文字を発展させたベトナム、韓国、朝鮮、日本などが国民国家となった理由の一つには、独自の文字も理由にあげている。
中華民国の初期は軍閥が分裂しており、普通話でも同化されていなかったため諸夏を形成するのに絶好の時期であったが、大一統思想のためできなかったとしている。陳雲が中華連邦を考察し、中国、台湾、香港、マカオ、日本、韓国、ベトナム、シンガポール、琉球諸島や太平洋諸国などでの連邦の提案も結局は天朝主義であり、大中華主義であるとしている。
劉仲敬は中華民族は政治的捏造であり、漢民族も一民族ではなく、粤民族、上海民族、閩越民族、滇民族、夜郎民族、満洲民族、晋民族、燕民族、呉越民族、巴蜀民族、湖湘民族、江淮民族、贛越民族、荊楚民族などを提唱している。ただし、香港民族に関しては、香港民族論など香港から出てきた考え方であるので香港民族に対しては諸夏には含まれないとした。
劉仲敬は民族は想像の共同体であると考えており、これらの概念を民族発明と呼んでいる。
2019年に行われたG20 大阪サミットでは、Justice20という団体が中国共産党に反対するデモ行進と講演会を行ったが、諸夏独立派もデモ行進に参加した。
2022年11月30日のデモでは、四川省独立(大蜀民国)を掲げる諸夏主義者の旗も掲げられた。

## 中国民主派との関係
諸夏主義については諸夏媒体 諸夏TVというYoutubeでの人気放送がある。日本で反中国共産党の漫画を出版した王立銘もインタビューに応じた。上海民族党の何岸泉によれば、中国民主党、新中国連邦などいずれも、中国の分裂を否定したうえで中国民主化を主張している。劉仲敬は中国民主派を温和派中国人と呼び危険視している。天安門事件の学生リーダーである王丹は諸夏媒体 諸夏TVの質問に関し、民族独立ではなく中国を民主化するのだという従来の主張を繰り返した。

## 香港独立派との関係
諸夏媒体 諸夏TVでは、ウイグル独立派 や香港独立派である学生動源の鍾翰林 や元青年新政の梁頌恆など もインタビューに応じている。
台湾独立派では陳易宏が諸夏TVのインタビューに応じている。
しかしながら、香港独立運動や台湾独立運動は諸夏主義より歴史も長く諸夏には含まれないとの意見もあり、劉仲敬も香港民族の発明者ではないことは認めている。

## 関連書籍
- 诸夏纪事本末 第一卷【2018版】Zhongjing 诸夏纪事本末 Zhongjing Liu
- 诸夏纪事本末 第二卷【2018版】Zhongjing 诸夏纪事本末 Zhongjing Liu

(いずれも中国語)
- Deconstruct the History Perspective of a Coercively “United” China, 著 Zhongjing Liu
- The Imagination of the Empire, the State, and the Nation-State, 著 Zhongjing Liu

(いずれも英書)

## 参考資料
1. ↑  Zhongjing Liu (2017年7月18日). “自發秩序學”. 2021年5月3日閲覧。
2. 1 2  Zhongjing Liu. “語言的自發秩序”. 2021年5月3日閲覧。
3. 1 2 3 4  “何謂諸夏秩序？BY BERICHT” (2020年5月7日). 2021年5月3日閲覧。
4. ↑  I just published “民族發明學之韋春花學” 20210503閲覧
5. ↑  選項1，就是先驗主義民族發明學。選項2，就是理性主義民族發明學。工部局法統繼承人
6. ↑  2019年幽燕，巴蜀，吳越等諸夏愛國者參與大阪G20抗議活動現場 - YouTube
7. ↑  J20／Justice20実行委員会
8. ↑  “カオスか希望か…新宿駅南口、中国人留学生の“反習近平集会”に8時間密着して見えたもの”. 文春オンライン. p. 3
9. ↑  诸夏传媒诸夏TV
10. ↑  《诸夏之声》专访时政漫画家,上海独立支持者变态辣椒 - YouTube
11. ↑  中國海外反共政治組織一覽表 20210503閲覧
12. ↑  Zhongjing Liu | 劉仲敬 @LiuZhongjing 20210503閲覧
13. ↑  溫和派中國人以其軟弱和卑劣 20210503閲覧
14. ↑  东亚多国体系的诸夏主义和王丹老师的思想碰撞《诸夏之声》 - YouTube
15. ↑  诸夏之声-专访美国维吾尔人协会副主席,维吾尔人Inty先生
16. ↑  诸夏之声-专访香港独立支持者,学生动源发起人-钟翰林同学
17. ↑  诸夏之声-专访香港独立运动主要参与人,香港民族阵线发言人，梁颂恒
18. ↑  诸夏之声-专访台湾独立运动支持者陈易宏医师
19. ↑  香港民族的林中路 劉仲敬